# Museo nicolaiano
Il Museo Nicolaiano è ubicato nel centro storico di Bari subito dopo l'arco che dal lungomare conduce alla basilica di San Nicola; custodisce opere artistiche legate alla secolare storia della basilica e al culto dei fedeli verso il santo.

## Percorso espositivo
Inaugurato nel 2010, il museo è stato rinnovato nel percorso espositivo e riaperto a maggio 2019.
Si articola su tre livelli:
- al piano terra alcune sale rivocano, con oggetti, proiezioni e installazioni interattive tre momenti salienti della vita della città e della bsilica: l'antichità, il periodo bizantino e quello romanico;
- al piano inferiore si trovano alcune vetrine con ex-voto, donati anche dalla comunità ortodossa;
- al piano superiore si trova il tesoro vero e proprio, con gli oggetti disposti senza un particolare criterio cronologico, ma evocanti la ricchezza delle offerte alla basilica e al santo.

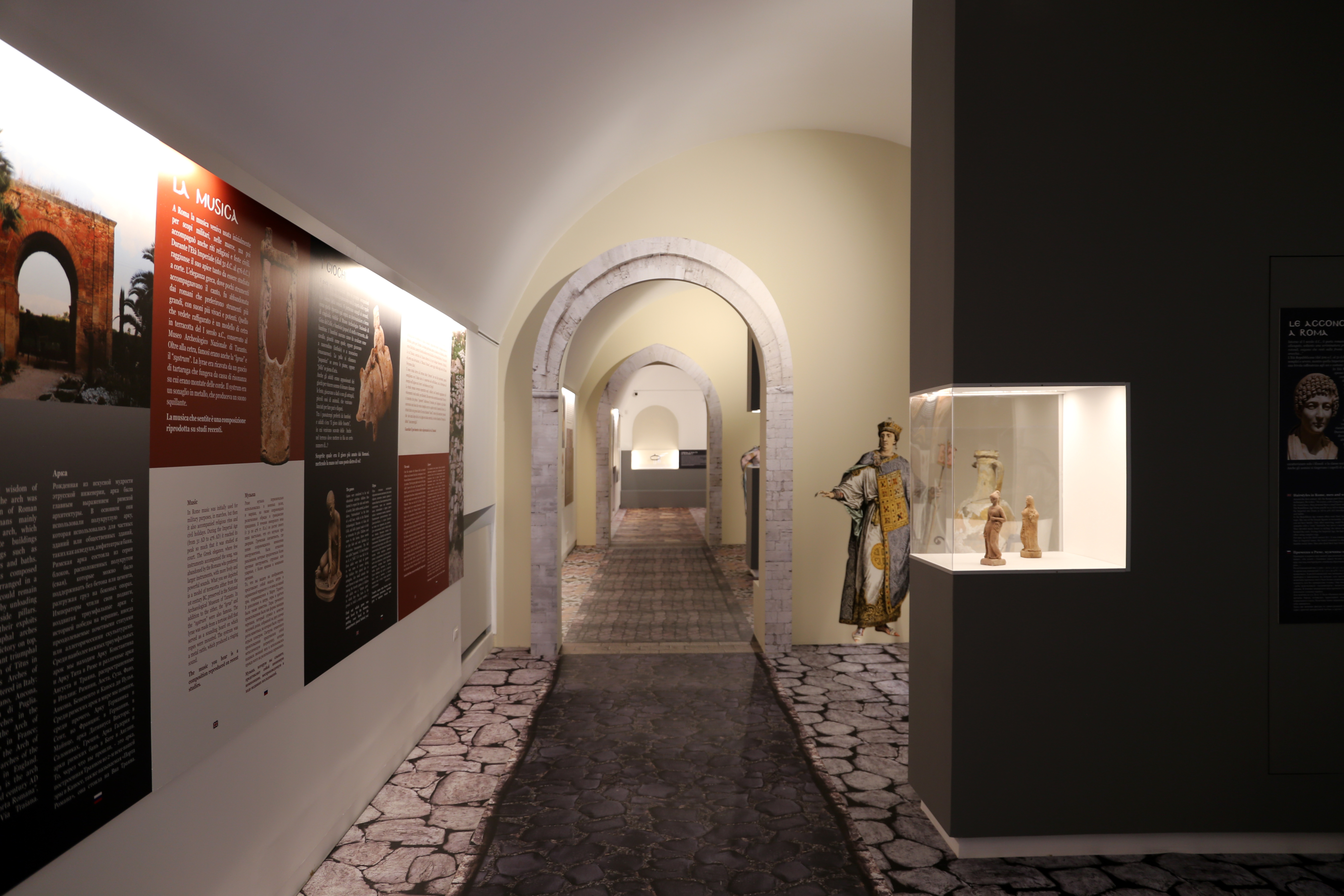
Interni del museo nicolaiano dopo la ristrutturazione
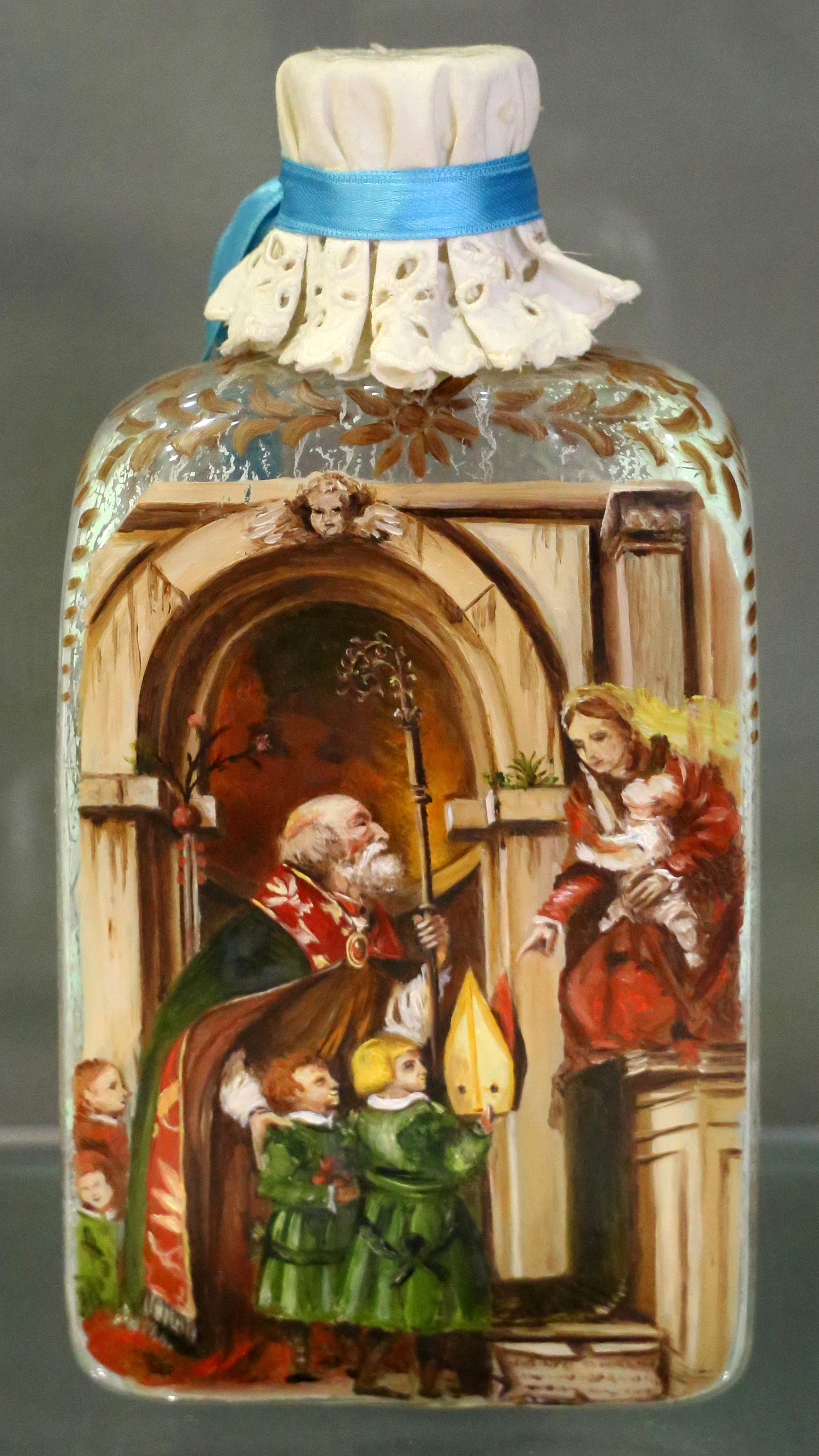
Bottiglia della “manna di San Nicola, con Urbano II che depone le ossa di San Nicola nella cripta della basilica, XIX secolo
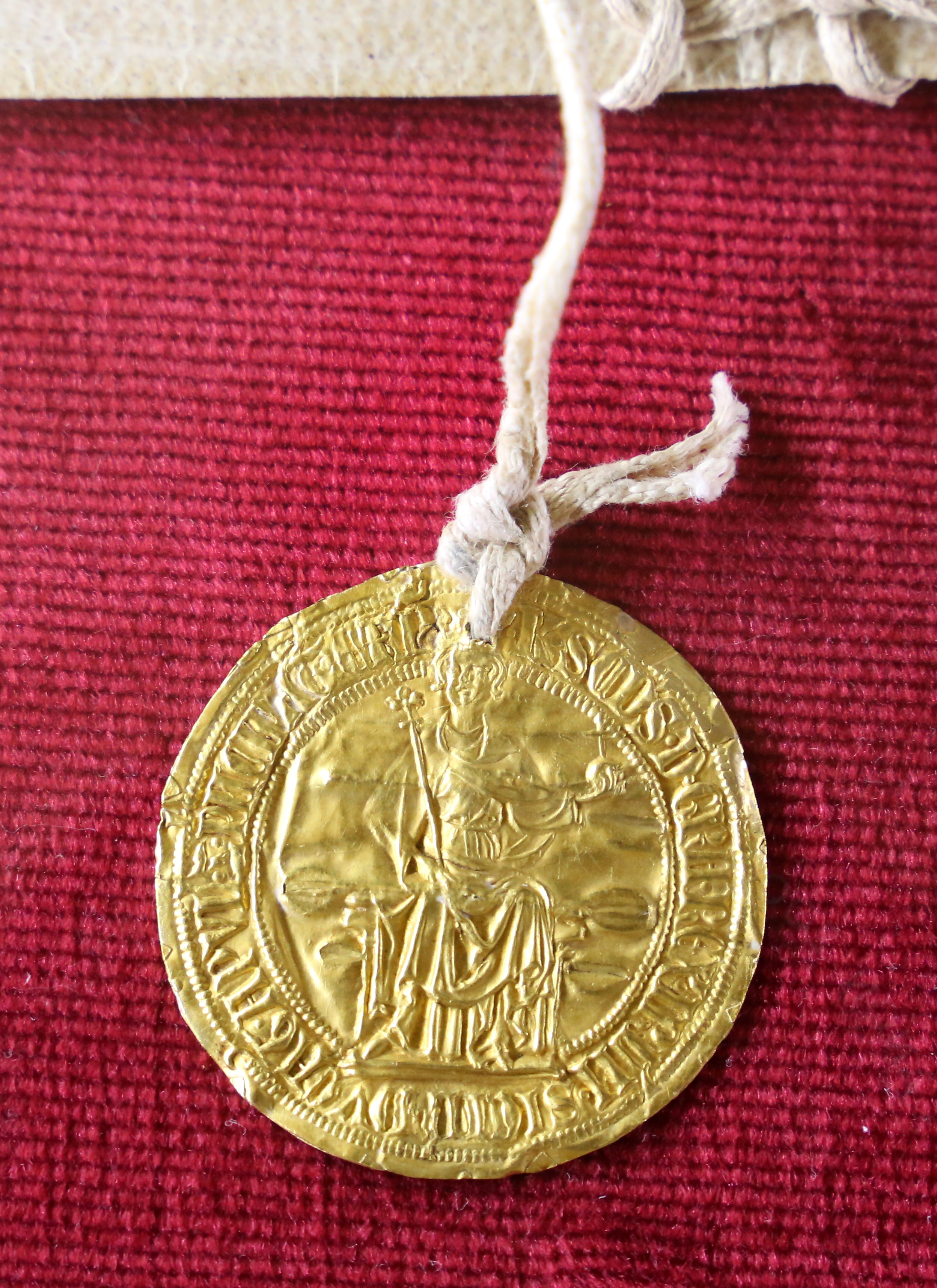
Pergamena di Carlo II d’Angiò con sigillo in oro, 1301